# Кайнарлы (Ескельдинский район)
Кайнарлы (каз. Қайнарлы, до 2000 года — Ключевое) — село в Ескельдинском районе Жетысуской области Казахстана. Административный центр Кайнарлинского сельского округа. Код КАТО — 196443100.

## Население
В 1999 году население села составляло 785 человек (403 мужчины и 382 женщины). По данным переписи 2009 года, в селе проживало 696 человек (374 мужчины и 322 женщины).